# Rifugio Carè Alto
Il rifugio Carè Alto "Dante Ongari" si trova a 2459 m s.l.m nel gruppo dell'Adamello, sul lungo crestone est del Carè Alto, a pochi passi dall'intaglio del Bus del Gat, sul fianco della val Conca - una laterale della valle di Borzago. Il comune è quello di Pelugo (TN) in val Rendena.
A ovest la valle è dominata dal Carè Alto, a est la vista è aperta sulle Dolomiti di Brenta.

## Storia
Il rifugio, di proprietà della SAT, fu inaugurato nella sua forma attuale nel 1988, dopo la completa ristrutturazione dell'edificio originale, costruito nel 1912 da volontari rendenesi riuniti nella Società Alpinisti rifugio Carè Alto ("SARCA").

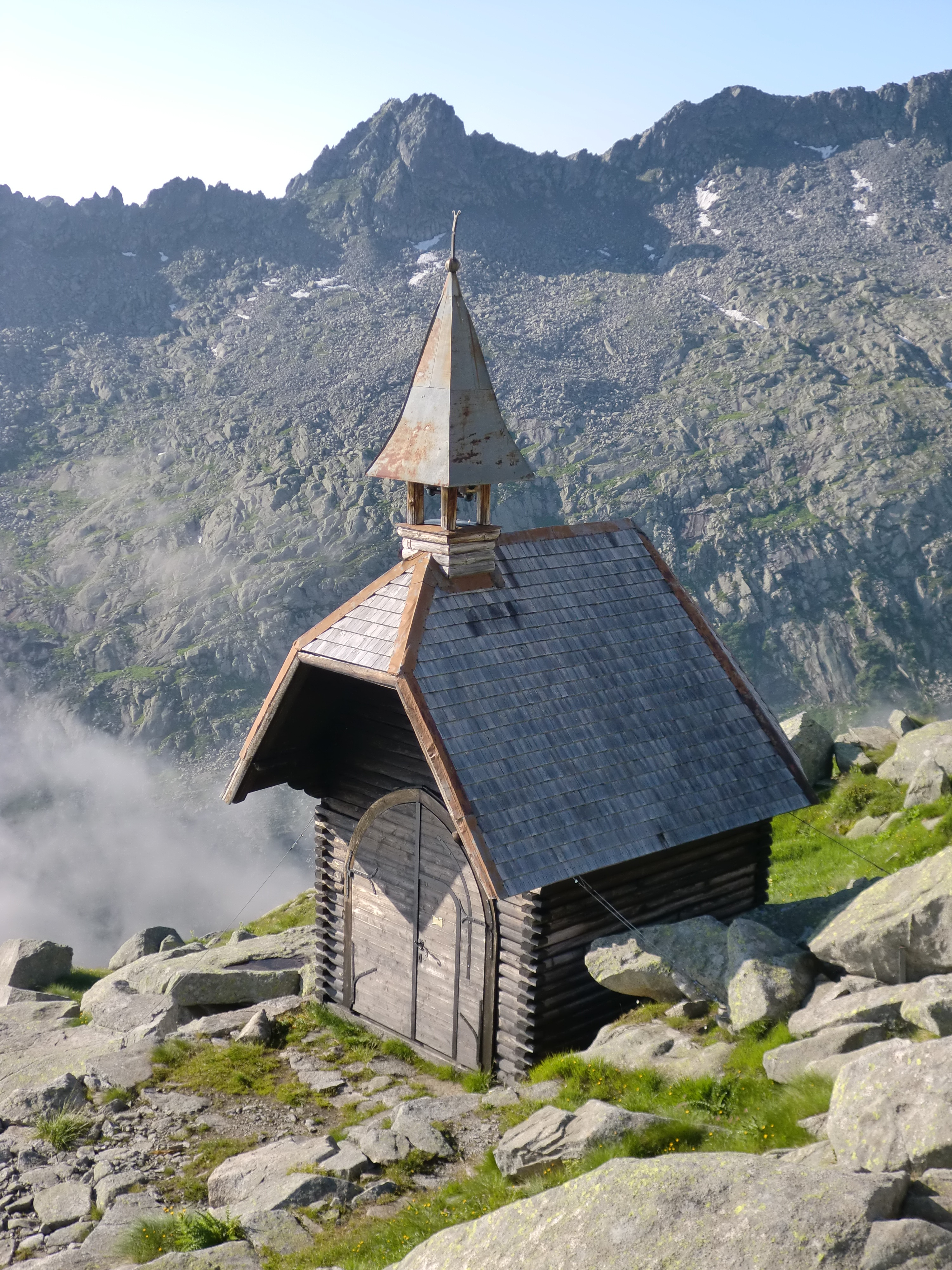
Chiesetta dei prigionieri russi

Nel luogo ove sorge il rifugio si trovava, durante la prima guerra mondiale, un'importante base logistica austroungarica costituita da una trentina di costruzioni, tra cui una centrale elettrica e una telefonica, nonché una chiesetta in legno costruita dai prigionieri russi, ancora visibile. Il rifugio stesso fu rinominato durante il periodo bellico Können-Horák Haus in riferimento al comandante di zona, il generale Ludwig Können-Horák. Lungo la cresta del Carè Alto a monte del rifugio - raggiungibile in un'ora di cammino - si trova un cannone austriaco Škoda della prima guerra mondiale, restaurato nella sua postazione originale.
Il rifugio è dedicato all'ingegner Dante Ongari, frequentatore e studioso di queste montagne, della loro storia e della loro cultura, autore di numerosi libri e saggi. Dante Ongari è stato presidente centrale della SAT. Suo è il volume "Presanella" della Guida dei Monti d’Italia del CAI.

## Caratteristiche ed informazioni
Il rifugio può ospitare 85 persone. È normalmente aperto e custodito da metà giugno a metà settembre. Dispone di locale invernale per 8 persone.
È la base ideale per la salita al Carè Alto e al Corno di Cavento e si presta a interessanti traversate alpinistiche ed escursionistiche.

## Accesso
Dal parcheggio di Pian della Sega (1250 m) in valle di Borzago: per sentiero segnalato si raggiunge il ponte sul rio Bedù di Pelugo, lo si attraversa e si sale il ripido pendio sopra il quale si entra in val Conca; se ne risale il fianco fino al rifugio, visibile già da lontano (ore 3,30; E).

## Ascensioni
- Carè Alto (3463 m):
  - cresta est (via Cerana): per la bocchetta del cannone, la vedretta di Conca e la cresta est (ore 4; percorso alpinistico su neve e roccia; un tratto di 25 metri di III grado, AD-).
  - versante nord: per il Bus del Gat, la sella di Niscli (2912 m), la vedretta di Lares e la cresta nord (ore 4; percorso alpinistico su ghiacciaio; PD-/PD+).
- Corno di Cavento (3406 m): per il Bus del Gat, la sella di Niscli (2912 m), la vedretta di Lares (ore 3,30; percorso alpinistico su ghiacciaio; F).

## Traversate
- Al rifugio Ai Caduti dell’Adamello alla Lobbia Alta (3040 m) per la vedretta di Lares e il passo di Cavento (3198 m); sul passo si trova il bivacco Laeng (ore 6; percorso alpinistico su ghiacciaio, tratti attrezzati nell'attraversamento del passo di Cavento; F+).
- Al rifugio val di Fumo (1997 m) per la bocchetta di Conca (2678 m) ed il passo delle Vacche (2854 m) (ore 3.30; E).
- Al rifugio Gorck (1200 m) in valle di San Valentino per la bocchetta di Conca (2678 m) e il bivacco Casina Dosson (2360 m) (ore 3,30; E).
- Al rifugio San Giuliano (1960 m)  per il passo Altar (2388 m) e la val Seniciaga (ore 4; E).
- Alle cascate di Nardis (919 m) in val Genova per il passo Altar (2388 m) e la val Seniciaga (ore 5; E).

## Scialpinismo
La salita al rifugio in inverno-primavera è malagevole: il tratto ripido dopo il ponte sul rio Bedù di Pelugo, prima di entrare in val Conca, può richiedere i ramponi (PD S4). L'accesso dal rifugio al vallone di Niscli non si compie dal Bus del Gat, ma da una bocchetta poco più a monte (S4). In compenso la neve rende generalmente più semplice che d'estate la parte alta degli itinerari (Carè Alto, Corno di Cavento, passo di Cavento).
Dalla vedretta di Lares è possibile scendere direttamente verso la valle di Borzago per la conca di Niscli, oppure verso la val Genova per la valle di Lares, attraverso il lago e la malga omonimi.